# Taiwanese zee-engel
De Taiwanese zee-engel (Squatina formosa) is een vis uit de familie van zee-engelen (Squatinidae) en behoort dus ook tot de orde van zee-engelen (Squatiniformes) en de superode van de  haaien. Het is een relatief kleine soort zee-engel die een lengte van hoogstens 46 cm (vrouw) kan bereiken. 

## Leefomgeving
De Taiwanese zee-engel is een zoutwatervis die leeft in het noordwestelijk deel van de Grote Oceaan op het continentaal plat rondom Taiwan (zie kaartje). De diepteverspreiding is 100 tot 300 meter onder het wateroppervlak. Het is net als de andere soorten zee-engelen een haai die voornamelijk op de zeebodem leeft. 

## Relatie tot de mens
Er bestaat geen gerichte visserij op de Taiwanese zee-engel, maar deze vis is als bijvangst zeer geliefd, want hij is uitstekend eetbaar. In de wateren waar hij voorkomt bestaat een intensieve visserij (op andere vissoorten). Van andere soorten zee-engelen is bekend dat ze zeer gevoelig zijn voor bevissing met sleepnetten. Uit visserijstatistieken over vergelijkbare soorten blijkt dat er een achteruitgang van 80% plaatsvond in minder dan drie generaties van deze soort. (De generatieduur is 8 tot 15 jaar, drie generaties is circa 30 jaar, dit betekent een achteruitgang van 5% per jaar). Omdat de vis slechts in een beperkt gebied voorkomt en omdat in het hele gebied intensief gevist wordt, staat de Taiwanese zee-engel op de Rode Lijst van de IUCN als bedreigd.

## Voetnoten
1. 1 2  (en) Taiwanese zee-engel op de IUCN Red List of Threatened Species.
2. ↑  Walsh, J.H. & Ebert, D.A. 2008. Squatina formosa. In: IUCN 2009. IUCN Red List of Threatened Species. Version 2009.2. <www.iucnredlist.org>. Downloaded on 27 February 2010.